# Huey Lewis and the News
Huey Lewis and the News é uma banda americana de São Francisco, Califórnia. Tiveram diversos singles de sucesso durante as décadas de 1980 e 1990, conseguindo um total de 19 canções no top 10 nas paradas da Billboard Hot 100, Adult Contemporary e Mainstream Rock. Seu maior sucesso foi na década de 1980, com o álbum que chegou à primeira posição, Sports, auxiliado por uma série de videoclipes na MTV. Sua fama mundial aumentou com a canção "The Power of Love", que apareceu na trilha sonora do filme Back to the Future (br: De Volta para o Futuro), indicado para o Oscar. Os News eram uma banda de rock/blues rock com soul e vocais harmônicos com influência do doo-wop.

## Discografia
- Huey Lewis and the News (1980)
- Picture This (1982)
- Sports (1983)
- Fore! (1986)
- Small World (1988)
- Hard at Play (1991)
- Four Chords & Several Years Ago (1994)
- Plan B (2001)
- Live at 25 (2005)
- Soulsville (2010)
- Weather (TBA)

## Integrantes

### Formação original
- Huey Lewis - (nascido Hugh Anthony Cregg, III, 5 de julho de 1950, Nova York) vocal, harmônica (1979–atualmente)
- Sean Hopper - (nascido Sean Thomas Hopper, 31 de março de 1953, em São Francisco, Califórnia) - teclado, backing vocals (1979–atualmente)
- Bill Gibson - (nascido William Scott Gibson, 13 de novembro de 1951, em Sacramento, Califórnia) - bateria, percussão, backing vocal (1979–atualmente)
- Johnny Colla - (nascido John Victor Colla, 2 de julho de 1952, in Sacramento, Califórnia) - saxofone, guitarra, backing vocals (1979–atualmente)
- Mario Cipollina - (nascido 10 de novembro de 1954, em São Rafael, Califórnia) - baixo (1979–1995)
- Chris Hayes - (nascido Christopher John Hayes, 24 de novembro de 1957, Great Lakes, Illinois) - guitarra, backing vocals (1980–2001)

### Formação atual
- Huey Lewis
- Sean Hopper
- Bill Gibson
- Johnny Colla
- Stef Burns: guitarra (2001–)
- John Pierce: baixo, backing vocals (1995–)

'The Sports Section':
- Marvin McFadden: trompete, percussão, backing vocals (1994–)
- Rob Sudduth: saxofone, backing vocals (1994–)
- Johnnie Bamont: saxofone, trompete, backing vocals (2009–)